# آدام گرین (فیلم‌ساز)
آدام گرین (انگلیسی: Adam Green؛ زادهٔ ۳۱ مارس ۱۹۷۵) یک کارگردان، و فیلم‌نامه‌نویس اهل ایالات متحده آمریکا است.